# لويال (أوكلاهوما)
لويال (بالإنجليزية: Loyal, Oklahoma)‏ هي بلدة أمريكية تقع في الولايات المتحدة في مقاطعة كينغفيشر، أوكلاهوما. يقدر عدد سكانها بـ 81 نسمة ومساحتها 0.2 كم2 و وترتفع عن سطح البحر 339 متر.